# أرانتزا أغيري
أرانتزا أغيري (بالإسبانية: Arantxa Aguirre Carballeira)‏ هي كاتبة سيناريو إسبانية، ولدت في 1965 في مدريد في إسبانيا.

## وصلات خارجية
- أرانتزا أغيري على موقع IMDb (الإنجليزية)
- أرانتزا أغيري على موقع قاعدة بيانات الفيلم (الإنجليزية)